# Woollensbrook
Woollensbrook – wieś w Anglii, w hrabstwie Hertfordshire. Leży 5 km na południowy wschód od miasta Hertford i 30 km na północ od centrum Londynu.